# Mohamed Nahiri
Mohamed Nahiri (en árabe: محمد ناهيري‎; El-Yadida, 22 de octubre de 1991) es un futbolista marroquí que juega en la demarcación de defensa para el Mogreb Atlético Tetuán de la Liga de Fútbol de Marruecos.

## Selección nacional
Tras jugar con la selección de fútbol sub-23 de Marruecos, hizo su debut con la selección absoluta el 5 de marzo de 2014 en un encuentro amistoso contra Gabón que finalizó con un resultado de empate a uno tras los goles de Youssef El Arabi para Marruecos, y de Malick Evouna para Gabón. Además disputó varios partidos del Campeonato Africano de Naciones de 2018.

## Clubes
| Club                   | País           | Año       | Partidos | Goles |
| ---------------------- | -------------- | --------- | -------- | ----- |
| Difaa El Jadida        | Marruecos      | 2008-2013 | 14       | 0     |
| FUS Rabat              | Marruecos      | 2013-2017 | 110      | 16    |
| Wydad Casablanca       | Marruecos      | 2017-2020 | 84       | 30    |
| Al-Ain F. C.           | Arabia Saudita | 2020-2021 | 16       | 0     |
| Raja Casablanca        | Marruecos      | 2021-2023 | 40       | 7     |
| RCA Zemamra            | Marruecos      | 2023      | 0        | 0     |
| Baladeyet El-Mahalla   | Egipto         | 2024      | 2        | 0     |
| Mogreb Atlético Tetuán | Marruecos      | 2025-     | 1        | 0     |

## Palmarés

### Campeonatos nacionales
| Título                      | Club      | País      | Año  |
| --------------------------- | --------- | --------- | ---- |
| Copa del Trono              | FUS Rabat | Marruecos | 2015 |
| Liga de Fútbol de Marruecos | FUS Rabat | Marruecos | 2016 |